# Regente (astrologia)

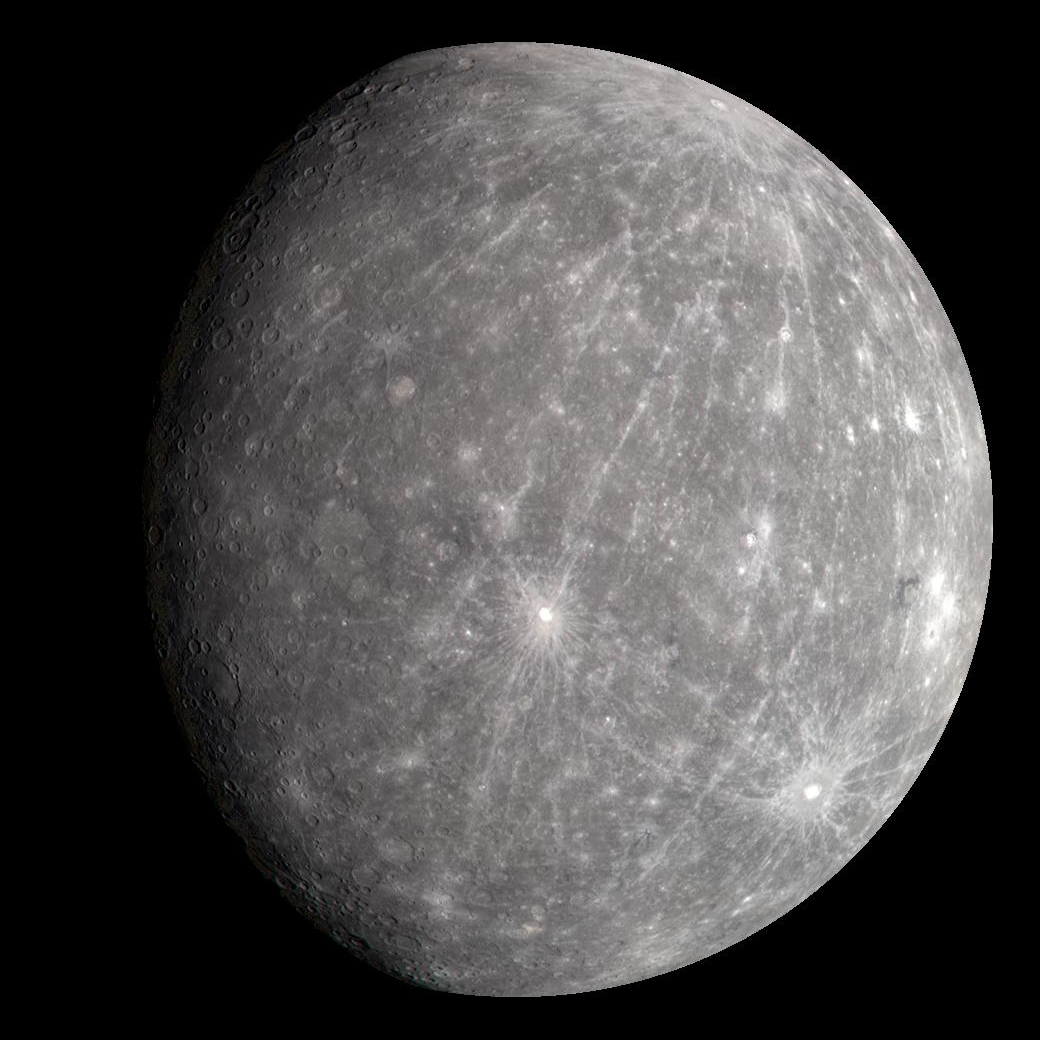
Mercúrio, é conhecido por ser o planeta da comunicação e transmissão de ideias e resolução de problemas. Regente respectivo de Gêmeos e Virgem: Planetas em seus respectivos signos ganham dignidade e Virgem é onde Mercúrio se exalta e domicilia ao mesmo tempo, sendo a única exceção a regra de acordo com os clássicos.

A regência planetária é uma das dignidades essenciais, a regência é um termo astrológico que deriva da associação dos planetas do sistema solar com seus respectivos signos. 
A relação signo/planeta tem sua divisa de acordo com a linha clássica e moderna:  
1. Áries - Para os clássicos e modernos, Marte é seu principal regente.
2. Touro - Para os clássicos e modernos, Vênus é seu principal regente.
3. Gêmeos - Para os clássicos e modernos, Mercúrio é seu principal regente.
4. Câncer - Para os clássicos e modernos, Lua é seu principal regente.
5. Leão - Para os clássicos e modernos, Sol é seu principal regente.
6. Virgem - Para os clássicos e modernos, Mercúrio é seu principal regente.
7. Libra - Para os clássicos e modernos, Vênus é seu principal regente.
8. Escorpião* - Para os clássicos, Marte é seu principal regente e para os modernos, Plutão é seu regente.
9. Sagitário - Para os clássicos e modernos, Júpiter é seu principal regente.
10. Capricórnio - Para os clássicos e modernos, Saturno é seu principal regente
11. Aquário* - Para os clássicos seu regente principal é Saturno, para os modernos, Urano é seu regente.
12. Peixes* - Para os clássicos seu regente principal é Júpiter, para os modernos, Netuno é seu regente.